# Dominika Banevič
Dominika Banevič (født 2007) er en litauisk breakdancer.
Hun repræsenterede Litauen ved sommer-OL 2024 i Paris, hvor hun vandt sølv.